# 2010-es labdarúgó-világbajnokság-selejtező
A 2010-es labdarúgó-világbajnokság selejtezői mind a hat kontinentális szövetségben megrendezésre kerültek. Az egyes kontinensek számára kiosztandó, világbajnokságon való részvételt jelentő helyeket a tagállamaik erőssége és eredménye határozta meg.
Az elosztás a következőképpen alakult:
- Európa: 13 hely
- Afrika: 5 hely (A Dél-afrikai Köztársaság a rendező jogán automatikus résztvevője a világbajnokságnak, így összesen 6 hely)
- Dél-Amerika: 4,5 hely
- Ázsia: 4,5 hely
- Észak-Amerika, Közép-Amerika, és a Karib-térség: 3,5 hely
- Óceánia: 0,5 hely (azaz nincs biztosított hely)

Megjegyzés: Minden egyes 0,5 hely egy-egy interkontinentális selejtező mérkőzést jelöl a CONCACAF és a CONMEBOL, valamint az OFC és az AFC szövetségek érintett tagállamai között.
A labdarúgó-világbajnokságra beadott nevezések határideje 2007. március 15. volt. Ezen időpontig a 208 FIFA-tagállamból 204 adta le jelentkezését a 2010-es labdarúgó-világbajnokságra. Négy ázsiai (AFC) tagállam, Bhután, Brunei, Fülöp-szigetek és Laosz nevezése volt sikertelen.
Bhután nevezését az utolsó másodpercben elfogadta a FIFA, és részesei voltak az ázsiai zóna előselejtező-sorsolásának. Pápua Új-Guinea labdarúgó-válogatottját visszaléptették az óceániai előselejtezőktől, Brunei és Fülöp-szigetek határidőn túli nevezését véglegesen elutasították. A selejtezőkben részt vevő országok száma így is meghaladta a 2002-es rekordot, ami 199 nevezett tagállam volt.

## Részt vevő csapatok
A következő csapatok vesznek részt a 2010-es labdarúgó-világbajnokságon:
A kvalifikáció megszerzésének sorrendjében. A "Világbajnoki részvétel" oszlop már tartalmazza a 2010-es labdarúgó-világbajnokságot is.
| Csapat                  | Kvalifikáció módja                                  | Kvalifikáció időpontja | Világbajnoki részvétel | Utolsó részvétel | Legjobb eredmény                           |
| ----------------------- | --------------------------------------------------- | ---------------------- | ---------------------- | ---------------- | ------------------------------------------ |
| Dél-afrikai Köztársaság | Rendező                                             | 2004. május 15.        | 3                      | 2002             | Csoportkör (1998, 2002)                    |
| Japán                   | AFC 4. forduló 1. csoport második                   | 2009. június 6.        | 4                      | 2006             | Nyolcaddöntő (2002)                        |
| Ausztrália              | AFC 4. forduló 1. csoport győztes                   | 2009. június 6.        | 3                      | 2006             | Nyolcaddöntő (2006)                        |
| Dél-Korea               | AFC 4. forduló 2. csoport győztes                   | 2009. június 6.        | 8                      | 2006             | 4. hely (2002)                             |
| Hollandia               | UEFA 9. csoport győztes                             | 2009. június 6.        | 9                      | 2006             | Ezüstérem (1974, 1978)                     |
| Észak-Korea             | AFC 4. forduló 2. csoport második                   | 2009. június 17.       | 2                      | 1966             | Negyeddöntő (1966)                         |
| Brazília                | CONMEBOL Csoportkör 1.-4. hely                      | 2009. szeptember 5.    | 19                     | 2006             | Világbajnok (1958, 1962, 1970, 1994, 2002) |
| Ghána                   | CAF 3. forduló D csoport győztes                    | 2009. szeptember 6.    | 2                      | 2006             | Nyolcaddöntő (2006)                        |
| Anglia                  | UEFA 6. csoport győztes                             | 2009. szeptember 9.    | 13                     | 2006             | Világbajnok (1966)                         |
| Spanyolország           | UEFA 5. csoport győztes                             | 2009. szeptember 9.    | 13                     | 2006             | 4. hely (1950)                             |
| Paraguay                | CONMEBOL Csoportkör 1.-4. hely                      | 2009. szeptember 9.    | 8                      | 2006             | Nyolcaddöntő (1986, 1998, 2002)            |
| Elefántcsontpart        | CAF 3. forduló E csoport győztes                    | 2009. október 10.      | 2                      | 2006             | Csoportkör (2006)                          |
| Németország             | UEFA 4. csoport győztes                             | 2009. október 10.      | 17                     | 2006             | Világbajnok (1954, 1974, 1990)             |
| Dánia                   | UEFA 1. csoport győztes                             | 2009. október 10.      | 4                      | 2002             | Negyeddöntő (1998)                         |
| Szerbia                 | UEFA 7. csoport győztes                             | 2009. október 10.      | 11                     | 2006             | Bronzérem (1930), 4. hely (1962)           |
| Olaszország             | UEFA 8. csoport győztes                             | 2009. október 10.      | 17                     | 2006             | Világbajnok (1934, 1938, 1982, 2006)       |
| Chile                   | CONMEBOL Csoportkör 1.-4. hely                      | 2009. október 10.      | 8                      | 1998             | Bronzérem (1962)                           |
| Mexikó                  | CONCACAF 4. forduló 1.-3. hely                      | 2009. október 10.      | 14                     | 2006             | Negyeddöntő (1970, 1986)                   |
| Egyesült Államok        | CONCACAF 4. forduló 1.-3. hely                      | 2009. október 10.      | 9                      | 2006             | Bronzérem (1930)                           |
| Svájc                   | UEFA 2. csoport győztes                             | 2009. október 14.      | 9                      | 2006             | Negyeddöntő (1934), (1938), (1954)         |
| Szlovákia               | UEFA 3. csoport győztes                             | 2009. október 14.      | 1                      | –                | –                                          |
| Argentína               | CONMEBOL Csoportkör 1.-4. hely                      | 2009. október 14.      | 15                     | 2006             | Világbajnok (1978, 1986)                   |
| Honduras                | CONCACAF 4. forduló 1.-3. hely                      | 2009. október 14.      | 2                      | 1982             | Csoportkör (1982)                          |
| Új-Zéland               | Interkontinentális pótselejtező AFC – OFC           | 2009. november 14.     | 2                      | 1982             | Csoportkör (1982)                          |
| Nigéria                 | CAF 3. forduló B csoport győztes                    | 2009. november 14.     | 4                      | 2002             | Nyolcaddöntő (1994, 1998)                  |
| Kamerun                 | CAF 3. forduló A csoport győztes                    | 2009. november 14.     | 6                      | 2002             | Negyeddöntő (1990)                         |
| Algéria                 | CAF 3. forduló C csoport győztes                    | 2009. november 18.     | 3                      | 1986             | Csoportkör (1982, 1986)                    |
| Görögország             | UEFA Pótselejtező                                   | 2009. november 18.     | 2                      | 1994             | Csoportkör (1994)                          |
| Szlovénia               | UEFA Pótselejtező                                   | 2009. november 18.     | 2                      | 2002             | Csoportkör (2002)                          |
| Portugália              | UEFA Pótselejtező                                   | 2009. november 18.     | 5                      | 2006             | Bronzérem (1966)                           |
| Franciaország           | UEFA Pótselejtező                                   | 2009. november 18.     | 13                     | 2006             | Világbajnok (1998)                         |
| Uruguay                 | Interkontinentális pótselejtező CONCACAF – CONMEBOL | 2009. november 18.     | 11                     | 2002             | Világbajnok (1930, 1950)                   |

## Selejtezők
A selejtező mérkőzéseket 2007 augusztusától 2009 novemberéig rendezik meg. Az afrikai (CAF) és ázsiai (AFC) előselejtezők, illetve óceániai (OFC) selejtezőcsoportok hivatalos sorsolását 2007. május 25-ére hirdették meg, azonban elmaradt. Új helyszíneket és időpontokat jelöltek meg, így az óceániai csoportok sorsolására júniusban az új-zélandi Aucklandben, az afrikai és ázsiai előselejtezők sorsolására pedig augusztusban került sor.
A 2010-es labdarúgó-világbajnokság főcsoportjainak sorsolását 2007. november 25-én tartották a dél-afrikai Durbanban.
34 csapat már nem volt érdekelt ezen a sorsoláson, mivel a sorsolást megelőző előselejtezőkön kiestek (5 CAF-, 6 OFC-, és 23 AFC-tagállam). A Dél-amerikai Labdarúgó-szövetség (CONMEBOL) tagállamai már októberben megkezdték körmérkőzéses, oda-visszavágós rendszerben zajló selejtezőjüket, éppúgy, mint négy évvel korábban. Hasonlóan a dél-amerikaiakhoz, az óceániai zóna (OFC) döntőbe jutott négy csapata is megkezdte körmérkőzéses, oda-visszavágós rendszerű selejtezőjét, így a főcsoportok sorsolása ezen csapatokat sem érintette. Így a korábbi 205 nevezőből csak 156 ország képviselői vettek részt: az UEFA összes tagállama (53), az afrikai CAF 48 főtáblás nemzete, a CONCACAF-zóna összes nemzete (35), valamint az ázsiai zóna (AFC) 20, az előselejtezőkből sikeresen kvalifikált, avagy kiemelt nemzete.
A Dél-afrikai Köztársaság a rendező jogán a világbajnokság automatikus résztvevője. Ahogy 2006-ban Brazília sem, úgy Olaszország – mint címvédő – sem szerzett selejtező nélküli, automatikusan járó részvételi helyet a világbajnokságra.

### Sorrend meghatározása
A világbajnokság selejtezőiben bármely kontinensen a selejtezők bármely körében a csoportsorrend meghatározása ugyanaz volt a FIFA döntése alapján. Ha két vagy több csapat a csoportmérkőzések után azonos pontszámmal áll, a következő pontok alapján állapították meg a sorrendet:
1. jobb gólkülönbség az összes csoportmérkőzésen
2. több lőtt gól az összes csoportmérkőzésen
3. több szerzett pont az azonosan álló csapatok között lejátszott mérkőzéseken
4. jobb gólkülönbség az azonosan álló csapatok között lejátszott mérkőzéseken
5. több lőtt gól az azonosan álló csapatok között lejátszott mérkőzéseken
6. sorsolás a FIFA Szervezőbizottsága által vagy rájátszás (a FIFA Szervezőbizottságának engedélyével)

Az előző, 2006-os labdarúgó-világbajnokságon az egymás ellen elért eredmény fontosabb volt, mint az összesített gólkülönbség és az összes lőtt gól.

### Afrika (CAF)
(53 csapat 5+1 helyért)
A Dél-afrikai Köztársaság a rendező jogán automatikusan résztvevője a 2010-es labdarúgó-világbajnokságnak.
A világbajnoki selejtezőkre mind az 53 afrikai FIFA-tagállam nevezett. Mivel a világbajnoki selejtezők egyben a 2010-es, angolai afrikai nemzetek kupájának a selejtezőit is képezték, ezért a Dél-afrikai Köztársaság és Angola nemzeti labdarúgó-válogatottjának is részt kellett venniük a selejtezőkön.
A Comore-szigetek nemzeti labdarúgó-válogatottja első ízben nevezett; így indulhatott a világbajnoki selejtezőn.
A selejtezők lebonyolítása összesen három fordulóban történt.
Az 1. fordulóban a 2007. júliusi FIFA-világranglista alapján a tíz legrosszabb helyre rangsorolt afrikai nemzetet sorsolták párokba. Az így képzett öt selejtező mérkőzést oda-visszavágós rendszerben bonyolították le. Az öt győztes csapatból a legjobb helyen rangsorolt válogatott került automatikusan a 2. fordulóba, a fennmaradó négy csapatot pedig új sorsolással ismét párba rendezték, és a csapatok ismét oda-visszavágós rendszerben mérkőztek meg egymással. A két győztes csapat kerül a második fordulóba.
A 2. fordulóba kiemelt, és az 1. fordulóból feljutott, összesen 48 csapatot 12, egyenként négy résztvevős csoportba sorsolták a 2007. novemberi FIFA-világranglista kiemelésének megfelelően. A csoportokban a csapatok körmérkőzéses rendszerben mérkőztek meg egymással.
A 12 csoportgyőztes, illetve a legjobb 8 csoportmásodik került a 3. fordulóba.
A 3. fordulóba feljutott csapatokat öt, egyenként négy résztvevős csoportba sorsolták, a csoportelsők szereztek jogot a világbajnokságon való indulásra. A csoportok első három helyezettje jutott ki a 2010-es afrikai nemzetek kupájára.

#### 3. forduló
A csoport
| Hely. | Csapat  | M | Gy | D | V | G+ | G– | Gk | P  | Továbbjutás                                                                |  | Kamerun | Gabon | Togo | Marokkó |
| ----- | ------- | - | -- | - | - | -- | -- | -- | -- | -------------------------------------------------------------------------- |  | ------- | ----- | ---- | ------- |
| 1.    | Kamerun | 6 | 4  | 1 | 1 | 9  | 2  | +7 | 13 | Kijutott a 2010-es világbajnokságra és a 2010-es afrikai nemzetek kupájára |  | —       | 2–1   | 3–0  | 0–0     |
| 2.    | Gabon   | 6 | 3  | 0 | 3 | 9  | 7  | +2 | 9  | Kijutott a 2010-es afrikai nemzetek kupájára                               |  | 0–2     | —     | 3–0  | 3–1     |
| 3.    | Togo    | 6 | 2  | 2 | 2 | 3  | 7  | −4 | 8  | Kijutott a 2010-es afrikai nemzetek kupájára                               |  | 1–0     | 1–0   | —    | 1–1     |
| 4.    | Marokkó | 6 | 0  | 3 | 3 | 3  | 8  | −5 | 3  |                                                                            |  | 0–2     | 1–2   | 0–0  | —       |

B csoport
| Hely. | Csapat   | M | Gy | D | V | G+ | G– | Gk | P  | Továbbjutás                                                                |  | Nigéria | Tunézia | Mozambik | Kenya |
| ----- | -------- | - | -- | - | - | -- | -- | -- | -- | -------------------------------------------------------------------------- |  | ------- | ------- | -------- | ----- |
| 1.    | Nigéria  | 6 | 3  | 3 | 0 | 9  | 4  | +5 | 12 | Kijutott a 2010-es világbajnokságra és a 2010-es afrikai nemzetek kupájára |  | —       | 2–2     | 1–0      | 3–0   |
| 2.    | Tunézia  | 6 | 3  | 2 | 1 | 7  | 4  | +3 | 11 | Kijutott a 2010-es afrikai nemzetek kupájára                               |  | 0–0     | —       | 2–0      | 1–0   |
| 3.    | Mozambik | 6 | 2  | 1 | 3 | 3  | 5  | −2 | 7  | Kijutott a 2010-es afrikai nemzetek kupájára                               |  | 0–0     | 1–0     | —        | 1–0   |
| 4.    | Kenya    | 6 | 1  | 0 | 5 | 5  | 11 | −6 | 3  |                                                                            |  | 2–3     | 1–2     | 2–1      | —     |

C csoport
| Hely. | Csapat   | M | Gy | D | V | G+ | G– | Gk | P  | Továbbjutás                                                                |  | Algéria | Egyiptom | Zambia | Ruanda |
| ----- | -------- | - | -- | - | - | -- | -- | -- | -- | -------------------------------------------------------------------------- |  | ------- | -------- | ------ | ------ |
| 1.    | Algéria  | 6 | 4  | 1 | 1 | 9  | 4  | +5 | 13 | Kijutott a 2010-es világbajnokságra és a 2010-es afrikai nemzetek kupájára |  | —       | 3–1      | 1–0    | 3–1    |
| 2.    | Egyiptom | 6 | 4  | 1 | 1 | 9  | 4  | +5 | 13 | Kijutott a 2010-es afrikai nemzetek kupájára                               |  | 2–0     | —        | 1–1    | 3–0    |
| 3.    | Zambia   | 6 | 1  | 2 | 3 | 2  | 5  | −3 | 5  | Kijutott a 2010-es afrikai nemzetek kupájára                               |  | 0–2     | 0–1      | —      | 1–0    |
| 4.    | Ruanda   | 6 | 0  | 2 | 4 | 1  | 8  | −7 | 2  |                                                                            |  | 0–0     | 0–1      | 0–0    | —      |

1. 1 2  Algéria és Egyiptom között az azonos eredmény miatt egy rájátszás döntött, melyet Szudánban rendeztek 2009. november 18-án.[3][4]

D csoport
| Hely. | Csapat | M | Gy | D | V | G+ | G– | Gk | P  | Továbbjutás                                                                |  | Ghána | Benin | Mali | Szudán |
| ----- | ------ | - | -- | - | - | -- | -- | -- | -- | -------------------------------------------------------------------------- |  | ----- | ----- | ---- | ------ |
| 1.    | Ghána  | 6 | 4  | 1 | 1 | 9  | 3  | +6 | 13 | Kijutott a 2010-es világbajnokságra és a 2010-es afrikai nemzetek kupájára |  | —     | 1–0   | 2–2  | 2–0    |
| 2.    | Benin  | 6 | 3  | 1 | 2 | 6  | 6  | 0  | 10 | Kijutott a 2010-es afrikai nemzetek kupájára                               |  | 1–0   | —     | 1–1  | 1–0    |
| 3.    | Mali   | 6 | 2  | 3 | 1 | 8  | 7  | +1 | 9  | Kijutott a 2010-es afrikai nemzetek kupájára                               |  | 0–2   | 3–1   | —    | 1–0    |
| 4.    | Szudán | 6 | 0  | 1 | 5 | 2  | 9  | −7 | 1  |                                                                            |  | 0–2   | 1–2   | 1–1  | —      |

E csoport
| Hely. | Csapat           | M | Gy | D | V | G+ | G– | Gk  | P  | Továbbjutás                                                                |  | Elefántcsontpart | Burkina Faso | Malawi | Guinea |
| ----- | ---------------- | - | -- | - | - | -- | -- | --- | -- | -------------------------------------------------------------------------- |  | ---------------- | ------------ | ------ | ------ |
| 1.    | Elefántcsontpart | 6 | 5  | 1 | 0 | 19 | 4  | +15 | 16 | Kijutott a 2010-es világbajnokságra és a 2010-es afrikai nemzetek kupájára |  | —                | 5–0          | 5–0    | 3–0    |
| 2.    | Burkina Faso     | 6 | 4  | 0 | 2 | 10 | 11 | −1  | 12 | Kijutott a 2010-es afrikai nemzetek kupájára                               |  | 2–3              | —            | 1–0    | 4–2    |
| 3.    | Malawi           | 6 | 1  | 1 | 4 | 4  | 11 | −7  | 4  | Kijutott a 2010-es afrikai nemzetek kupájára                               |  | 1–1              | 0–1          | —      | 2–1    |
| 4.    | Guinea           | 6 | 1  | 0 | 5 | 7  | 14 | −7  | 3  |                                                                            |  | 1–2              | 1–2          | 2–1    | —      |

### Ázsia (AFC)
(43 csapat 4,5 helyért)
Az ázsiai selejtező két előselejtező körből, két csoportkörből, és egy pótselejtező mérkőzésből állt. A csapatok kiemelését a 2006-os labdarúgó-világbajnokság ázsiai selejtezőiben elért eredményük alapján végezték. Az öt legjobb helyen kiemelt csapat erőnyerő volt, és az első csoportkörbe kiemeltként várhatta a 2007. november 25-i, durbani sorsolást. Az első előselejtező fordulóban a 6-tól 24-ig rangsorolt csapatokat párosították a 25-től 43-ig rangsoroltakkal. A kör győztesei közül a nyolc legrosszabb helyen rangsorolt labdarúgó-válogatott kényszerült a második selejtező körben újabb mérkőzéseket játszani. A kör győztesei, valamint az első előselejtező kiemelt győztes csapatai csatlakoztak az 1-5. helyig rangsorolt csapatokhoz az első csoportkörben, ahol négy, egyaránt öt résztvevős csoportot képeztek.
A csoportok első két helyezett csapata jutott a második csoportkörbe, ahol a kiemelési sorrendnek megfelelően két újabb öt csapatos csoportot képeztek. A két csoport első és második helyezettje automatikusan kijutott a világbajnokságra, míg a harmadik helyezett csapatok ázsiai pótselejtező mérkőzést játszottak.
Az ázsiai előselejtezők látszólag haszontalanok voltak, hiszen egy kivétellel mindig a kiemelésnek megfelelően alakult, hogy mely csapatok lépnek egy-egy fordulóval feljebb.
| Jelmagyarázat                                                |
| ------------------------------------------------------------ |
| A csapat kijutott a 2010-es labdarúgó-világbajnokságra.      |
| A csapat az ázsiai pótselejtezőn vett részt.                 |
| A csapat nem jutott ki a 2010-es labdarúgó-világbajnokságra. |

#### 4. forduló, végeredmény
| A csoport Sablon:2010-es labdarúgó-világbajnokság-selejtező (AFC - A-csoport) | B csoport Sablon:2010-es labdarúgó-világbajnokság-selejtező (AFC - B-csoport) |

#### Ázsiai-pótselejtező
A 4. forduló csoportjainak két harmadik helyezett csapata játszotta 2009. szeptember 5-én és szeptember 9-én az oda-visszavágós rendszerű ázsiai-pótselejtezőt.
| 1. csapat | Össz.        | 2. csapat    | 1. mérk. | 2. mérk. |
| --------- | ------------ | ------------ | -------- | -------- |
| Bahrein   | 2 – 2 (i.g.) | Szaúd-Arábia | 0 – 0    | 2 – 2    |

Az ázsiai pótselejtező győztese egy újabb, az óceániai zóna győztes csapata ellen vívott interkontinentális pótselejtező mérkőzésen vett részt, amely a világbajnoki részvételről döntött.

### Dél-Amerika (CONMEBOL)
(10 csapat 4,5 helyért)
A tíz dél-amerikai ország oda-visszavágós, körmérkőzéses formában mérkőzött meg egymással. A CONMEBOL az Európában légióskodó dél-amerikai futballisták utazásának megkönnyítése érdekében minden játékhétre két fordulót írtak elő. Az első mérkőzéseket 2007. október 13-án rendezték, az utolsó kettőt pedig 2009 októberében.
Az első négy csapat automatikusan kijutott a 2010-es labdarúgó-világbajnokságra. Az ötödik helyezett dél-amerikai ország 2009 novemberében oda-visszavágós rendszerben interkontinentális pótselejtezőt játszott a CONCACAF-selejtezők 4. fordulójának negyedik helyezett csapatával.
Végeredmény
| Hely. | Csapat    | M  | Gy | D | V  | G+ | G– | Gk  | P  | Továbbjutás                         |     | Brazília | Chile | Paraguay | Argentína | Uruguay | Ecuador | Kolumbia | Venezuela | Bolívia | Peru |
| ----- | --------- | -- | -- | - | -- | -- | -- | --- | -- | ----------------------------------- | --- | -------- | ----- | -------- | --------- | ------- | ------- | -------- | --------- | ------- | ---- |
| 1.    | Brazília  | 18 | 9  | 7 | 2  | 33 | 11 | +22 | 34 | Kijutott a 2010-es világbajnokságra |     | —        | 4–2   | 2–1      | 0–0       | 2–1     | 5–0     | 0–0      | 0–0       | 0–0     | 3–0  |
| 2.    | Chile     | 18 | 10 | 3 | 5  | 32 | 22 | +10 | 33 | Kijutott a 2010-es világbajnokságra |     | 0–3      | —     | 0–3      | 1–0       | 0–0     | 1–0     | 4–0      | 2–2       | 4–0     | 2–0  |
| 3.    | Paraguay  | 18 | 10 | 3 | 5  | 24 | 16 | +8  | 33 | Kijutott a 2010-es világbajnokságra |     | 2–0      | 0–2   | —        | 1–0       | 1–0     | 5–1     | 0–2      | 2–0       | 1–0     | 1–0  |
| 4.    | Argentína | 18 | 8  | 4 | 6  | 23 | 20 | +3  | 28 | Kijutott a 2010-es világbajnokságra |     | 1–3      | 2–0   | 1–1      | —         | 2–1     | 1–1     | 1–0      | 4–0       | 3–0     | 2–1  |
| 5.    | Uruguay   | 18 | 6  | 6 | 6  | 28 | 20 | +8  | 24 | Interkontinetális pótselejtező      |     | 0–4      | 2–2   | 2–0      | 0–1       | —       | 0–0     | 3–1      | 1–1       | 5–0     | 6–0  |
| 6.    | Ecuador   | 18 | 6  | 5 | 7  | 22 | 26 | −4  | 23 |                                     |     | 1–1      | 1–0   | 1–1      | 2–0       | 1–2     | —       | 0–0      | 0–1       | 3–1     | 5–1  |
| 7.    | Kolumbia  | 18 | 6  | 5 | 7  | 14 | 18 | −4  | 23 |                                     | 0–0 | 2–4      | 0–1   | 2–1      | 0–1       | 2–0     | —       | 1–0      | 2–0       | 1–0     |      |
| 8.    | Venezuela | 18 | 6  | 4 | 8  | 23 | 29 | −6  | 22 |                                     | 0–4 | 2–3      | 1–2   | 0–2      | 2–2       | 3–1     | 2–0     | —        | 5–3       | 3–1     |      |
| 9.    | Bolívia   | 18 | 4  | 3 | 11 | 22 | 36 | −14 | 15 |                                     | 2–1 | 0–2      | 4–2   | 6–1      | 2–2       | 1–3     | 0–0     | 0–1      | —         | 3–0     |      |
| 10.   | Peru      | 18 | 3  | 4 | 11 | 11 | 34 | −23 | 13 |                                     | 1–1 | 1–3      | 0–0   | 1–1      | 1–0       | 1–2     | 1–1     | 1–0      | 1–0       | —       |      |

### Európa (UEFA)
(53 csapat 13 helyért)
Európában a selejtezők 2008 szeptemberében kezdődtek, a 2008-as labdarúgó-Európa-bajnokság után. A sorsolást 2007. november 25-én tartották Durbanban, ahol nyolc hatcsapatos, és egy ötcsapatos csoportot alakítottak ki.
A csoportgyőztesek automatikusan kijutottak a 2010-es labdarúgó-világbajnokságra. A nyolc legjobb csoportmásodik pótselejtezőket játszott a fennmaradó négy helyért. A csoportmásodikok sorrendjénél a 6. helyezett csapatok elleni eredményeket nem vették figyelembe, mivel a 9. csoportban csak öt csapat szerepelt. A nyolc második helyezett csapatot új sorsolással ismét párba rendezték a 2009. októberi FIFA-világranglista kiemelésének megfelelően.
Az első forduló végeredménye
1. csoport
| Hely. | Csapat       | M  | Gy | D | V | G+ | G– | Gk  | P  | Továbbjutás                         |     | Dánia | Portugália | Svédország | Magyarország | Albánia | Málta |
| ----- | ------------ | -- | -- | - | - | -- | -- | --- | -- | ----------------------------------- | --- | ----- | ---------- | ---------- | ------------ | ------- | ----- |
| 1.    | Dánia        | 10 | 6  | 3 | 1 | 16 | 5  | +11 | 21 | Kijutott a 2010-es világbajnokságra |     | —     | 1–1        | 1–0        | 0–1          | 3–0     | 3–0   |
| 2.    | Portugália   | 10 | 5  | 4 | 1 | 17 | 5  | +12 | 19 | Továbbjutott a második fordulóba    |     | 2–3   | —          | 0–0        | 3–0          | 0–0     | 4–0   |
| 3.    | Svédország   | 10 | 5  | 3 | 2 | 13 | 5  | +8  | 18 |                                     |     | 0–1   | 0–0        | —          | 2–1          | 4–1     | 4–0   |
| 4.    | Magyarország | 10 | 5  | 1 | 4 | 10 | 8  | +2  | 16 |                                     | 0–0 | 0–1   | 1–2        | —          | 2–0          | 3–0     |       |
| 5.    | Albánia      | 10 | 1  | 4 | 5 | 6  | 13 | −7  | 7  |                                     | 1–1 | 1–2   | 0–0        | 0–1        | —            | 3–0     |       |
| 6.    | Málta        | 10 | 0  | 1 | 9 | 0  | 26 | −26 | 1  |                                     | 0–3 | 0–4   | 0–1        | 0–1        | 0–0          | —       |       |

2. csoport
| Hely. | Csapat      | M  | Gy | D | V | G+ | G– | Gk  | P  | Továbbjutás                         |     | Svájc | Görögország | Lettország | Izrael | Luxemburg | Moldova |
| ----- | ----------- | -- | -- | - | - | -- | -- | --- | -- | ----------------------------------- | --- | ----- | ----------- | ---------- | ------ | --------- | ------- |
| 1.    | Svájc       | 10 | 6  | 3 | 1 | 18 | 8  | +10 | 21 | Kijutott a 2010-es világbajnokságra |     | —     | 2–0         | 2–1        | 0–0    | 1–2       | 2–0     |
| 2.    | Görögország | 10 | 6  | 2 | 2 | 20 | 10 | +10 | 20 | Továbbjutott a második fordulóba    |     | 1–2   | —           | 5–2        | 2–1    | 2–1       | 3–0     |
| 3.    | Lettország  | 10 | 5  | 2 | 3 | 18 | 15 | +3  | 17 |                                     |     | 2–2   | 0–2         | —          | 1–1    | 2–0       | 3–2     |
| 4.    | Izrael      | 10 | 4  | 4 | 2 | 20 | 10 | +10 | 16 |                                     | 2–2 | 1–1   | 0–1         | —          | 7–0    | 3–1       |         |
| 5.    | Luxemburg   | 10 | 1  | 2 | 7 | 4  | 25 | −21 | 5  |                                     | 0–3 | 0–3   | 0–4         | 1–3        | —      | 0–0       |         |
| 6.    | Moldova     | 10 | 0  | 3 | 7 | 6  | 18 | −12 | 3  |                                     | 0–2 | 1–1   | 1–2         | 1–2        | 0–0    | —         |         |

3. csoport
| Hely. | Csapat         | M  | Gy | D | V  | G+ | G– | Gk  | P  | Továbbjutás                         |     | Szlovákia | Szlovénia | Csehország | Észak-Írország | Lengyelország | San Marino |
| ----- | -------------- | -- | -- | - | -- | -- | -- | --- | -- | ----------------------------------- | --- | --------- | --------- | ---------- | -------------- | ------------- | ---------- |
| 1.    | Szlovákia      | 10 | 7  | 1 | 2  | 22 | 10 | +12 | 22 | Kijutott a 2010-es világbajnokságra |     | —         | 0–2       | 2–2        | 2–1            | 2–1           | 7–0        |
| 2.    | Szlovénia      | 10 | 6  | 2 | 2  | 18 | 4  | +14 | 20 | Továbbjutott a második fordulóba    |     | 2–1       | —         | 0–0        | 2–0            | 3–0           | 5–0        |
| 3.    | Csehország     | 10 | 4  | 4 | 2  | 17 | 6  | +11 | 16 |                                     |     | 1–2       | 1–0       | —          | 0–0            | 2–0           | 7–0        |
| 4.    | Észak-Írország | 10 | 4  | 3 | 3  | 13 | 9  | +4  | 15 |                                     | 0–2 | 1–0       | 0–0       | —          | 3–2            | 4–0           |            |
| 5.    | Lengyelország  | 10 | 3  | 2 | 5  | 19 | 14 | +5  | 11 |                                     | 0–1 | 1–1       | 2–1       | 1–1        | —              | 10–0          |            |
| 6.    | San Marino     | 10 | 0  | 0 | 10 | 1  | 47 | −46 | 0  |                                     | 1–3 | 0–3       | 0–3       | 0–3        | 0–2            | —             |            |

4. csoport
| Hely. | Csapat        | M  | Gy | D | V | G+ | G– | Gk  | P  | Továbbjutás                         |     | Németország | Oroszország | Finnország | Wales | Azerbajdzsán | Liechtenstein |
| ----- | ------------- | -- | -- | - | - | -- | -- | --- | -- | ----------------------------------- | --- | ----------- | ----------- | ---------- | ----- | ------------ | ------------- |
| 1.    | Németország   | 10 | 8  | 2 | 0 | 26 | 5  | +21 | 26 | Kijutott a 2010-es világbajnokságra |     | —           | 2–1         | 1–1        | 1–0   | 4–0          | 4–0           |
| 2.    | Oroszország   | 10 | 7  | 1 | 2 | 19 | 6  | +13 | 22 | Továbbjutott a második fordulóba    |     | 0–1         | —           | 3–0        | 2–1   | 2–0          | 3–0           |
| 3.    | Finnország    | 10 | 5  | 3 | 2 | 14 | 14 | 0   | 18 |                                     |     | 3–3         | 0–3         | —          | 2–1   | 1–0          | 2–1           |
| 4.    | Wales         | 10 | 4  | 0 | 6 | 9  | 12 | −3  | 12 |                                     | 0–2 | 1–3         | 0–2         | —          | 1–0   | 2–0          |               |
| 5.    | Azerbajdzsán  | 10 | 1  | 2 | 7 | 4  | 14 | −10 | 5  |                                     | 0–2 | 1–1         | 1–2         | 0–1        | —     | 0–0          |               |
| 6.    | Liechtenstein | 10 | 0  | 2 | 8 | 2  | 23 | −21 | 2  |                                     | 0–6 | 0–1         | 1–1         | 0–2        | 0–2   | —            |               |

5. csoport
| Hely. | Csapat              | M  | Gy | D | V | G+ | G– | Gk  | P  | Továbbjutás                         |     | Spanyolország | Bosznia-Hercegovina | Törökország | Belgium | Észtország | Örményország |
| ----- | ------------------- | -- | -- | - | - | -- | -- | --- | -- | ----------------------------------- | --- | ------------- | ------------------- | ----------- | ------- | ---------- | ------------ |
| 1.    | Spanyolország       | 10 | 10 | 0 | 0 | 28 | 5  | +23 | 30 | Kijutott a 2010-es világbajnokságra |     | —             | 1–0                 | 1–0         | 5–0     | 3–0        | 4–0          |
| 2.    | Bosznia-Hercegovina | 10 | 6  | 1 | 3 | 25 | 13 | +12 | 19 | Továbbjutott a második fordulóba    |     | 2–5           | —                   | 1–1         | 2–1     | 7–0        | 4–1          |
| 3.    | Törökország         | 10 | 4  | 3 | 3 | 13 | 10 | +3  | 15 |                                     |     | 1–2           | 2–1                 | —           | 1–1     | 4–2        | 2–0          |
| 4.    | Belgium             | 10 | 3  | 1 | 6 | 13 | 20 | −7  | 10 |                                     | 1–2 | 2–4           | 2–0                 | —           | 3–2     | 2–0        |              |
| 5.    | Észtország          | 10 | 2  | 2 | 6 | 9  | 24 | −15 | 8  |                                     | 0–3 | 0–2           | 0–0                 | 2–0         | —       | 1–0        |              |
| 6.    | Örményország        | 10 | 1  | 1 | 8 | 6  | 22 | −16 | 4  |                                     | 1–2 | 0–2           | 0–2                 | 2–1         | 2–2     | —          |              |

6. csoport
| Hely. | Csapat           | M  | Gy | D | V  | G+ | G– | Gk  | P  | Továbbjutás                         |     | Anglia | Ukrajna | Horvátország | Fehéroroszország | Kazahsztán | Andorra |
| ----- | ---------------- | -- | -- | - | -- | -- | -- | --- | -- | ----------------------------------- | --- | ------ | ------- | ------------ | ---------------- | ---------- | ------- |
| 1.    | Anglia           | 10 | 9  | 0 | 1  | 34 | 6  | +28 | 27 | Kijutott a 2010-es világbajnokságra |     | —      | 2–1     | 5–1          | 3–0              | 5–1        | 6–0     |
| 2.    | Ukrajna          | 10 | 6  | 3 | 1  | 21 | 6  | +15 | 21 | Továbbjutott a második fordulóba    |     | 1–0    | —       | 0–0          | 1–0              | 2–1        | 5–0     |
| 3.    | Horvátország     | 10 | 6  | 2 | 2  | 19 | 13 | +6  | 20 |                                     |     | 1–4    | 2–2     | —            | 1–0              | 3–0        | 4–0     |
| 4.    | Fehéroroszország | 10 | 4  | 1 | 5  | 19 | 14 | +5  | 13 |                                     | 1–3 | 0–0    | 1–3     | —            | 4–0              | 5–1        |         |
| 5.    | Kazahsztán       | 10 | 2  | 0 | 8  | 11 | 29 | −18 | 6  |                                     | 0–4 | 1–3    | 1–2     | 1–5          | —                | 3–0        |         |
| 6.    | Andorra          | 10 | 0  | 0 | 10 | 3  | 39 | −36 | 0  |                                     | 0–2 | 0–6    | 0–2     | 1–3          | 1–3              | —          |         |

7. csoport
| Hely. | Csapat        | M  | Gy | D | V | G+ | G– | Gk  | P  | Továbbjutás                         |     | Szerbia | Franciaország | Ausztria | Litvánia | Románia | Feröer |
| ----- | ------------- | -- | -- | - | - | -- | -- | --- | -- | ----------------------------------- | --- | ------- | ------------- | -------- | -------- | ------- | ------ |
| 1.    | Szerbia       | 10 | 7  | 1 | 2 | 22 | 8  | +14 | 22 | Kijutott a 2010-es világbajnokságra |     | —       | 1–1           | 1–0      | 3–0      | 5–0     | 2–0    |
| 2.    | Franciaország | 10 | 6  | 3 | 1 | 18 | 9  | +9  | 21 | Továbbjutott a második fordulóba    |     | 2–1     | —             | 3–1      | 1–0      | 1–1     | 5–0    |
| 3.    | Ausztria      | 10 | 4  | 2 | 4 | 14 | 15 | −1  | 14 |                                     |     | 1–3     | 3–1           | —        | 2–1      | 2–1     | 3–1    |
| 4.    | Litvánia      | 10 | 4  | 0 | 6 | 10 | 11 | −1  | 12 |                                     | 2–1 | 0–1     | 2–0           | —        | 0–1      | 1–0     |        |
| 5.    | Románia       | 10 | 3  | 3 | 4 | 12 | 18 | −6  | 12 |                                     | 2–3 | 2–2     | 1–1           | 0–3      | —        | 3–1     |        |
| 6.    | Feröer        | 10 | 1  | 1 | 8 | 5  | 20 | −15 | 4  |                                     | 0–2 | 0–1     | 1–1           | 2–1      | 0–1      | —       |        |

8. csoport
| Hely. | Csapat      | M  | Gy | D | V | G+ | G– | Gk  | P  | Továbbjutás                         |     | Olaszország | Írország | Bulgária | Ciprusi Köztársaság | Montenegró | Grúzia |
| ----- | ----------- | -- | -- | - | - | -- | -- | --- | -- | ----------------------------------- | --- | ----------- | -------- | -------- | ------------------- | ---------- | ------ |
| 1.    | Olaszország | 10 | 7  | 3 | 0 | 18 | 7  | +11 | 24 | Kijutott a 2010-es világbajnokságra |     | —           | 1–1      | 2–0      | 3–2                 | 2–1        | 2–0    |
| 2.    | Írország    | 10 | 4  | 6 | 0 | 12 | 8  | +4  | 18 | Továbbjutott a második fordulóba    |     | 2–2         | —        | 1–1      | 1–0                 | 0–0        | 2–1    |
| 3.    | Bulgária    | 10 | 3  | 5 | 2 | 17 | 13 | +4  | 14 |                                     |     | 0–0         | 1–1      | —        | 2–0                 | 4–1        | 6–2    |
| 4.    | Ciprus      | 10 | 2  | 3 | 5 | 14 | 16 | −2  | 9  |                                     | 1–2 | 1–2         | 4–1      | —        | 2–2                 | 2–1        |        |
| 5.    | Montenegró  | 10 | 1  | 6 | 3 | 9  | 14 | −5  | 9  |                                     | 0–2 | 0–0         | 2–2      | 1–1      | —                   | 2–1        |        |
| 6.    | Grúzia      | 10 | 0  | 3 | 7 | 7  | 19 | −12 | 3  |                                     | 0–2 | 1–2         | 0–0      | 1–1      | 0–0                 | —          |        |

9. csoport
| Hely. | Csapat    | M | Gy | D | V | G+ | G– | Gk  | P  | Továbbjutás                         |     | Hollandia | Norvégia | Skócia | Észak-Macedónia | Izland |
| ----- | --------- | - | -- | - | - | -- | -- | --- | -- | ----------------------------------- | --- | --------- | -------- | ------ | --------------- | ------ |
| 1.    | Hollandia | 8 | 8  | 0 | 0 | 17 | 2  | +15 | 24 | Kijutott a 2010-es világbajnokságra |     | —         | 2–0      | 3–0    | 4–0             | 2–0    |
| 2.    | Norvégia  | 8 | 2  | 4 | 2 | 9  | 7  | +2  | 10 | Továbbjutott a második fordulóba    |     | 0–1       | —        | 4–0    | 2–1             | 2–2    |
| 3.    | Skócia    | 8 | 3  | 1 | 4 | 6  | 11 | −5  | 10 |                                     |     | 0–1       | 0–0      | —      | 2–0             | 2–1    |
| 4.    | Macedónia | 8 | 2  | 1 | 5 | 5  | 11 | −6  | 7  |                                     | 1–2 | 0–0       | 1–0      | —      | 2–0             |        |
| 5.    | Izland    | 8 | 1  | 2 | 5 | 7  | 13 | −6  | 5  |                                     | 1–2 | 1–1       | 1–2      | 1–0    | —               |        |

Pótselejtezők
| 1. csapat   | Össz.Tooltip Aggregate score | 2. csapat           | 1. mérk. | 2. mérk.   |
| ----------- | ---------------------------- | ------------------- | -------- | ---------- |
| Írország    | 1–2                          | Franciaország       | 0–1      | 1–1 (h.u.) |
| Portugália  | 2–0                          | Bosznia-Hercegovina | 1–0      | 1–0        |
| Görögország | 1–0                          | Ukrajna             | 0–0      | 1–0        |
| Oroszország | 2–2 (i.g.)                   | Szlovénia           | 2–1      | 0–1        |

### Észak- és Közép-Amerika, Karib-térség (CONCACAF)
(35 csapat 3.5 helyért )
A CONCACAF-zóna selejtezőjének rendszere teljes mértékben megegyezett a 2006-os labdarúgó-világbajnokság Észak- és Közép-Amerika, Karib-térség selejtezőjével, annyi különbséggel, hogy akkor Puerto Rico nem nevezett a megmérettetésre. A selejtezőket négy fordulóban rendezték meg, amely két előselejtező fordulóból, egy selejtező csoportkörből, és egy döntő csoportkörből állt. A nemzeti labdarúgó-válogatottak kiemelését a 2007. májusi FIFA-világranglista alapján végezték. Az első előselejtező fordulóban a legrosszabb 22 helyre rangsorolt csapatot sorsolták párba, majd a kör győztesei a második körbe kiemelt 13 válogatotthoz csatlakozott.
A második forduló párosításait négy mérkőzésenként úgy csoportosították, hogy a majdani győztesek a selejtező csoportkörben három, hasonló erősségű kvartettet alkossanak.
A döntő csoportkörbe a harmadik forduló csoportjainak első és második helyezett csapatai kerültek. A döntő forduló első három helyezettje kijutott a 2010-es labdarúgó-világbajnokságra, míg a negyedik helyezett válogatott interkontinentális pótselejtezőn mérkőzhetett a világbajnoki részvételért, dél-amerikai ellenfelével szemben.
4. forduló
| Hely. | Csapat             | M  | Gy | D | V | G+ | G– | Gk  | P  | Továbbjutás                         |     | Amerikai Egyesült Államok | Mexikó | Honduras | Costa Rica | Salvador | Trinidad és Tobago |
| ----- | ------------------ | -- | -- | - | - | -- | -- | --- | -- | ----------------------------------- | --- | ------------------------- | ------ | -------- | ---------- | -------- | ------------------ |
| 1.    | Egyesült Államok   | 10 | 6  | 2 | 2 | 19 | 13 | +6  | 20 | Kijutott a 2010-es világbajnokságra |     | —                         | 2–0    | 2–1      | 2–2        | 2–1      | 3–0                |
| 2.    | Mexikó             | 10 | 6  | 1 | 3 | 18 | 12 | +6  | 19 | Kijutott a 2010-es világbajnokságra |     | 2–1                       | —      | 1–0      | 2–0        | 4–1      | 2–1                |
| 3.    | Honduras           | 10 | 5  | 1 | 4 | 17 | 11 | +6  | 16 | Kijutott a 2010-es világbajnokságra |     | 2–3                       | 3–1    | —        | 4–0        | 1–0      | 4–1                |
| 4.    | Costa Rica         | 10 | 5  | 1 | 4 | 15 | 15 | 0   | 16 | Interkontinetális pótselejtező      |     | 3–1                       | 0–3    | 2–0      | —          | 1–0      | 4–0                |
| 5.    | Salvador           | 10 | 2  | 2 | 6 | 9  | 15 | −6  | 8  |                                     |     | 2–2                       | 2–1    | 0–1      | 1–0        | —        | 2–2                |
| 6.    | Trinidad és Tobago | 10 | 1  | 3 | 6 | 10 | 22 | −12 | 6  |                                     | 0–1 | 2–2                       | 1–1    | 2–3      | 1–0        | —        |                    |

### Óceánia (OFC)
(10 csapat 0.5 helyért)
A selejtezőket három fordulóban rendezték meg.
Az óceániai zóna első selejtező köre a XIII. Dél-Csendes-óceáni Játékok labdarúgó-tornája, amelyet 2007. augusztus 25. és szeptember 7. között rendeztek Szamoa fővárosában, Apiában. A játékokon 9 óceániai FIFA-tagállam és Tuvalu nemzeti labdarúgó-válogatottja vett részt. Pápua Új-Guinea férfi labdarúgó-válogatottja ugyan hivatalosan nevezett a világbajnoki-selejtezőkre, azonban a XIII. Dél-Csendes-óceáni Játékokra nem, ezért önhibájukon kívül[forrás?], technikai okok miatt visszaléptették őket.
A nemzeti válogatottakat a FIFA a 2007. februári világranglistája alapján két öt résztvevős csoportba sorsolták. A csoportokban körmérkőzéses formában mérkőztek meg a felek, és a csoportok első két helyezettje jutott az elődöntőbe, ahol az A csoport első helyezettje a B csoport második helyezettjével, a B csoport első helyezettje pedig az A csoport második helyezettjével játszott. A kör győztesei a döntőbe kerültek, vesztesei pedig a 3. helyért játszottak. A két döntős, illetve a 3. helyért lejátszott mérkőzés győztese csatlakozott Új-Zélandhoz az OFC-nemzetek kupája négyes döntőjében, azaz a második fordulóban.
Az OFC-nemzetek kupája 2008. november 19-én fejeződött be. A csapatok egymással oda-visszavágós, körmérkőzéses rendszerben mérkőztek meg egymással.

#### 2. forduló, végeredmény
| #  | Csapat          | J | P  |
| -- | --------------- | - | -- |
| 1. | Új-Zéland       | 6 | 15 |
| 2. | Új-Kaledónia    | 6 | 8  |
| 3. | Fidzsi-szigetek | 6 | 7  |
| 4. | Vanuatu         | 6 | 4  |

A kupát Új-Zéland nyerte meg, ezért ők játszhattak a világbajnokságra való kijutást jelentő helyért az ázsiai zóna 5. helyezett csapata, Bahrein ellen, oda-visszavágós formában az interkontinentális pótselejtezőn.

### Interkontinentális pótselejtezők
Összesen két párharcot játszottak. A FIFA döntése alapján az alábbi két párharc döntött arról, hogy melyik két nemzet szerzett jogot a világbajnokságon való részvételre:
- az AFC-zóna 5. helyezettje játszott az OFC-zóna győztesével
- a CONCACAF-zóna 4. helyezettje játszott a CONMEBOL-zóna 5. helyezettje ellen.

A mérkőzések időpontját és sorrendjét a FIFA kongresszus 2009. június 2-án Nassauban sorsolta ki.

#### AFC zóna – OFC zóna
Az OFC-selejtezők győztese játszott az AFC-selejtezők pótselejtezőjének győztesével (ázsiai zóna 5. helyezett csapata). Új-Zéland 2008 szeptemberében biztosította helyét a pótselejtezőben, mivel megnyerte a kontinentális selejtezőtornát. A másik résztvevő a bahreini labdarúgó-válogatott volt, amely 2009 szeptemberében nyert az ázsiai pótselejtezőn.
- Új-Zéland nyert összesítésben, ezzel kvalifikálta magát a világbajnokságra.

| 1. csapat | Össz. | 2. csapat | 1. mérk. | 2. mérk. |
| --------- | ----- | --------- | -------- | -------- |
| Bahrein   | 0 – 1 | Új-Zéland | 0 – 0    | 0 – 1    |

| 2009. október 10. 18:30 (UTC+3) | Bahrein     | 0 – 0 | Új-Zéland | Bahrein Nemzeti Stadion, Manáma Nézőszám: 37 000 Játékvezető: Kassai (magyar) |
| 2009. október 10. 18:30 (UTC+3) | Jegyzőkönyv |       |           | Bahrein Nemzeti Stadion, Manáma Nézőszám: 37 000 Játékvezető: Kassai (magyar) |

| 2009. november 14. 20:00 (UTC+13) | Új-Zéland  | 1 – 0               | Bahrein | Westpac Stadion, Wellington Nézőszám: 36 500 Játékvezető: Larrionda (uruguayi) |
| 2009. november 14. 20:00 (UTC+13) | Fallon 45' | (1 – 0) Jegyzőkönyv |         | Westpac Stadion, Wellington Nézőszám: 36 500 Játékvezető: Larrionda (uruguayi) |

#### CONCACAF zóna – CONMEBOL zóna
A CONCACAF-selejtezők 4. fordulójának negyedik helyezettje játszott a CONMEBOL-selejtezőcsoportjának ötödik helyezettjével.
- Uruguay nyert összesítésben, ezzel kvalifikálta magát a világbajnokságra.

| 1. csapat  | Össz. | 2. csapat | 1. mérk. | 2. mérk. |
| ---------- | ----- | --------- | -------- | -------- |
| Costa Rica | 1 – 2 | Uruguay   | 0 – 1    | 1 – 1    |

| 2009. november 14. 20:00 (UTC–6) | Costa Rica        | 0 – 1               | Uruguay    | Ricardo Saprissa Aymá Stadion, San José Nézőszám: 19 500 Játékvezető: Undiano Mallenco (spanyol) |
| 2009. november 14. 20:00 (UTC–6) | Azofeifa 30′, 53′ | (0 – 1) Jegyzőkönyv | Lugano 23' | Ricardo Saprissa Aymá Stadion, San José Nézőszám: 19 500 Játékvezető: Undiano Mallenco (spanyol) |

| 2009. november 18. 21:00 (UTC–2) | Uruguay   | 1 – 1               | Costa Rica  | Estadio Centenario, Montevideo Nézőszám: 55 000 Játékvezető: Busacca (svájci) |
| 2009. november 18. 21:00 (UTC–2) | Abreu 70' | (0 – 0) Jegyzőkönyv | Centeno 74' | Estadio Centenario, Montevideo Nézőszám: 55 000 Játékvezető: Busacca (svájci) |